# Mircea Roman
Mircea Roman (n. 24 iunie 1958, Băiuț, Județul Maramureș) este un sculptor român.

## Biografie
Mircea Dorel Roman este al doilea copil al tehnicianului silvic Alexandru Roman, „om plin de umor sec și, uneori, negru, dacă renunța la tăcere”, și al Irinei Roman, născută Șovrea, muncitoare, „mare iubitoare de flori și de muzică. O femeie înzestrată cu un umor debordant și un deosebit simț al comunicării”. 
Din 1961 familia Roman se mută la Târgu Lăpuș, „orașul devenind, astfel, leagănul de neuitat al copilăriei”. 
Frecventează cu regularitate cinematograful orașului, fiind deosebit de interesat de filme, în general cu teme istorice. În acea perioadă vede, de această dată la televizor, filmul Lust for Life despre viața lui Van Gogh, regizat de Vincente Minnelli și George Cukor și în interpretarea magistrală a lui Kirk Douglas. Viața marelui pictor accentuează empatia adolescentului Roman pentru drama umană și socială pe care o trăiesc semenii lui, dar și pentru suferințele ființelor din preajmă. Datorită acestui film, ia hotărârea să se dedice artei, având în fratele său mai mare un protector constant, precum Van Gogh, patronul său spiritual, avea în Theo.
Între 1973 – 1977 este elev la Școala de Arte din Baia Mare. Aici este coleg de clasă cu Zoltan Feher, Otilia Pop, Ștefan Maghiar, Adrian Oțoiu, Ion Bovlean, Cornelia Precup, Ligia Todea. Datorită profesorului Carol Kadar, trece de la pictură la sculptură. Profesorul Carol Kadar îl pregătește în vacanțe, dându-i spre studiu câteva  diapozitive din arhiva personală ce reprezentau cu precădere reproduceri după arta precolumbiană, egipteană antică, greacă și romană.
În 1980 intră la Institutul de Artă „Ion Andreescu” din Cluj, Clasa Sculptură. Printre profesorii remarcabili de a căror îndrumare beneficiază se numără: Artur Vetro, modelaj și compoziție, Egon Marc Lowith, desen, modelaj, compoziție, Eugen Gocan, compoziție, și Jeno Korondy, tehnica materialelor. Se apropie afectiv și artistic cel mai mult de Eugen Gocan, „adept al unei sculpturi cu accente expresioniste bine temperate și cu multe personaje”, și de Jeno Korondy. Pe ultimul îl consideră adevăratul său mentor.
După facultate, în 1984, singurul loc de muncă care i s-a oferit a fost la întreprinderea Marmura București, ca cioplitor la normă. Apoi a ajuns să lucreze cu Anca Petrescu, la machetele pentru Casa Poporului, cu un salariu mic, de stagiar, 1800 de lei.În toamna anului 1984, se încadrează în „câmpul muncii”, după o repartiție la Întreprinderea „Marmura” din București. Din salariul de stagiar a putut să-și 
închirieze o cameră pentru lucru și dormit. Realizează primele desene pentru proiectul „Radiografii”, realizat în bronz doi ani mai târziu.      
Învecinarea atelierului cu Cimitirul „Bellu” a însemnat pentru sculptor un alt mod de contact cu arta. Merge în cimitir ca să cerceteze „toate formele de sculptură existente”, fascinat de calitatea operelor aflate acolo, lucrările lui Gheorghe Anghel și Ion Vlad fiind în mod deosebit contemplate.

După prima sa expoziție și-a dat demisia, căci se considera artist. Abia după mai mulți ani a ajuns la Londra, câștigând bursa de la Delfina Studio, așa că, începând cu anul 1992, Mircea Roman a locuit și creat la Londra. În 2007, după 14 ani petrecuți la Londra, Roman și-a mutat atelierul la București.
Este singurul sculptor român, care a câștigat Premiul pentru Sculptură al Trienalei de la Osaka, cel mai mare premiu de acest fel din lume, la ediția din 1992 (premiu de achiziție în valoare de 80.000 de dolari).
Mircea Roman a fost unul dintre cei mai buni prieteni ai sculptorului Paul Neagu.

## Tabere de sculptură
În 1985 participă la Tabăra de Sculptură de la Oarba de Mureș. Deschide primul său ciclu important dedicat sacrificiului, prin lucrarea In memoriam sau Crucificarea unui înger. În 1986 participă la a doua Tabără de Sculptură la Covasna. Continuă tema sacrificiului, deschizând ciclul Pisicilor sacrificate sau Pisicilor crucificate. În Tabăra de Sculptură din Sighet din 1987 a continuat și a îmbunătățit seria personajelor sacrificate, prin lucrarea Semn la margine de drum, inspirată de Troița Rednicenilor din Berbești. În 1992 lucrează în Tabăra de sculptură  International Sculptors’ Symposium Schwarzenberg, Grenzganger.                                                                        
Continuă, în Tabăra de la Oarba de Mureș, seria sculpturilor care vorbesc despre sacrificiu, prin lucrarea Mormânt călcat în picioare.
În 1994 merge în Tabăra de sculptură „Internationale Ausstellung von Werken zeitgenössischer Bildhauer im Park von Schloß Altshausen”, Skulpturenpark Herzogin Diane. Începe ciclul „Sculpturilor mai puțin figurative”, prin lucrarea Trunchi.

## Prima expoziție personală
Mircea Roman debutează în forță în 1989 cu o expoziție personală ce propunea o sculptură de manieră neo-expresionistă. Un neo-expresionism ce aducea după sine toate elementele sale constitutive, într-o perioadă grea a istoriei, în care societatea românească se manifesta printr-o „realitate socială și culturală din ce în ce mai anchilozată”. Era o vreme de maximă opresiune, cenzură și marginalizare socială și artistică a tinerilor sau a acelora care gândeau și simțeau arta altfel decât cea oficială. „Era greu de crezut în speranță. De aceea era greu descifrabilă în plan contemporan. Singura formă clară de speranță era dată de orientarea spre tradiția spirituală, pe care trebuia să o faci în cercuri restrânse sau doar prin tine însuți.” 
Alcătuite din bucăți de parchet îmbinate cu un liant roșu ca sângele, cele șapte lucrări s-au născut mai degrabă „dintr-o nemulțumire interioară”, și nu neapărat dintr-o nemulțumire expresă față de sistemul politic. Chiar dacă „viața în acea perioadă nu a fost tocmai ușoară”, artistul era prea preocupat să lucreze, să vadă cum aceste sculpturi se nasc și se dezvoltă.                                                 
„Mă gândeam numai cum să reușesc să le duc la capăt. Să le construiesc, să stea în picioare sau culcate și să pot exprima ce era înlăuntrul meu…”

## Marele Premiu al Trienalei Internaționale de Sculptură din Osaka
În drumul său de restaurare a omului, a integrității sale trupești și spirituale, prin propria exhibare demnă și asumată, pentru că la Mircea Roman nu există artă fără oglindirea sinelui marcat de idealuri umaniste, sculptura Suflet cu bube ocupă un rol important. Ea este rezultatul înțelegerii că numai mărturisindu-și cu deosebită sinceritate și seninătate lipsurile și defectele omul poate deveni un exemplu al schimbărilor reformatoare pe care vrea să le vadă la ceilalți și la întreaga lume.
„(…) Trupul este decapitat. Din el iese sufletul, un suflet negru din carton asfaltat, prins cu bube de lemn. De acolo s-a născut titlul, dar sigur că are și alte înțelesuri. De fapt, s-a vrut un fel de autoportret. Și eu sunt plin de păcate, ca și alții, plin de bube, mărturisea sculptorul într-un dialog cu Andreea Pora.”
Despre lucrarea lui Mircea Roman, biograful Alexandru Davidian: „Suflet cu bube venea după ani de zile de cutremurătoare batjocoriri, sub diverse forme, a ființei umane, imortalizate de sculptor prin Omul-victorie, al cărui trup este o bucată de carne despicată, semnificând suferința umană monumentală și lipsa oricărei șanse de victorie, prin Omul-cârpă, care nu valora mai nimic în fața destinului-conducător și nu avea, la rândul lui, nicio șansă să escaladeze zidul, sau prin Ideea ucisă, reprezentată de răsturnarea cu susul în jos a celui ce s-a jertfit pentru libertate. Dar, de acum încolo, comemorarea acestora avea să fie făcută de un personaj înrudit cu ele, care, prin obsedanta formulă „asumare și completare prin credință și speranță”, reprezintă omul ideal al acestei noi perioade din opera lui Mircea Roman„.

## Perioada londoneză
Între 1993 - 2005 sculptorul a creat și expus la Londra. Prima expoziție are loc în 1998, urmate de alte două în 2000 și 2002.                                                    
„Odată cu prima expoziție de la Londra, la Central Point Gallery ACAVA, sculptorul deschide o nouă etapă a vieții și artei sale. Reia în sculptură tema „Trup și suflet”, precum și pe cea a autoportretului explicit. Astfel, alături de lucrări mai vechi, precum Doamna, Înțeleptul, Păpușă, expune o nouă lucrare, Autoportret la 40 de ani, simbol al stării de inutilitate pe care o resimte la Londra și din cauza obstinației de a se rosti pe sine prin sculptură.”
La scurt timp după prima expoziție personală are posibilitatea să realizeze și să expună în spațiul public o lucrare de mari dimensiuni, Omul - barcă. Iată cum este reflectată această lucrare, în cartea dedicată lui Mircea Roman:„Rod al reflecției artistului asupra condiției umane, Omul-barcă a apărut pe malul Tamisei în chiar anul când se împlineau 2000 de ani de creștinism, ca un imperativ la trezire din apatia cotidiană și la devenire. Conceput în nota de esențializare cu care sunt realizate toate creațiile lui Mircea Roman, într-o ipostază care îmbină tragismul cu umorul și suferința cu speranța – investită conceptual de sculptor și amplificată de lumina adusă pe aripile porumbeilor albi –, personajul prăbușit de-a lungul unui ponton dezafectat pendulează între extaz și agonie, între viață și moarte. „De fapt, Omul-barcă – cum a fost botezat de Andrei Cornea – a fost conceput ca un personaj sacrificat, răpus, o continuare a temelor din România. Este un personaj călcat în picioare, dar care se ridică totuși, odată cu fluxul apei” – explica sculptorul, într-un dialog, semnificația operei sale.”

## Instalația „Dezorient Expres”
„Dezorient Expres” este o tragicomedie a condiției umane în 12 ipostaze ale sentimentului dezorientării. Potrivit biografului său Alexandru Davidian, această amplă instalație sculpturală prezentată în 2006, în București, reprezintă pentru Mircea Roman „apogeul deplinei desăvârșiri stilistice și compoziționale în cele 12 ipostaze ale dezorientării autobiografice”.
În cartea semnată de Alexandru Davidian, sculptorul își mărturisește conceptul concluzional care a stat la baza întregului ansamblu: 
„Pornind de la Autoportretul la 40 de ani, la un moment dat mi-a venit ideea să pun personajele față în față. La zid, pentru că am vrut să arăt că zidul este în noi, nu în spatele nostru, să ne țină. Noi vedem răul celor din fața noastră, dar nu vedem răul din noi. Este foarte ușor să-l vezi pe celălalt, dar e mai greu să te vezi pe tine însuți, în ce situație ești și cum ești. Până la urmă, barierele sunt înăuntrul nostru, nu în afară, nu în celălalt. Încă de la primul Autoportret, cel de la 30 de ani, am vrut să atrag atenția asupra golului din noi. Am vrut să spun că numai cunoscându-te pe tine, cercetându-te cu onestitatea exercițiului spiritual continuu vei putea ajunge un exemplu pentru ceilalți. Golul trebuie umplut cu bunătate, cu spiritualitate, prin credință, cultură.”

## Expoziții personale -selecție
- 2018„Sculptură la Puterea 2”, Sala Rotondă a Teatrului Național I.L. Caragiale din București, împreună cu Aurel Vlad, curatori: Maria Pașc și Adriana Popescu.
- 2018 „Sacrificiu”, Convento de Santa Maria da Vitória, Mosteiro da Batalha, Portugalia, organizată de Maria Pașc și Institutul Cultural Român.
- 2016 Sculptură și grafică  „Trama rama Drama”, la Muzeul de Artă din Craiova, curatori: Mihaela Velea, Lucian Rogneanu, Laura Tiparu, Cătălin Davidescu.
- 2015 Sculptură, Galeria Új Kriterion, Miercurea Ciuc, curator: Részegh Botond.
- 2014 „Coji”, Muzeului de Istorie și Arheologie „Alexandru Ștefulescu” din Târgu-Jiu
- 2012 „Magazia”, Centrul Cultural „George Apostu”, Bacău
- 2011 Trupuri și chipuri, Desen-Sculptură, AnnArt Gallery, București[21]
- 2011 Scara, Desen-Sculptură Galeria Recycle Nest[22]
- 2011 Galeria “Simeza”  București, Împreună cu Sorin Ienulescu și Francisc Chiuariu;
- 2010 Expoziție Mircea Roman, Adrian Chira și Ioan Șulea, Muzeul de Arta Cluj-Napoca, curator Cora Fodor;
- 2006 Dezorient Expres, Muzeul Țăranului Român București
- 2005 Muzeul de Arte Vizuale din Galați
- 2002 Fabrica de Ciocolată Meunier Londra
- 2000 Riverside Studios, Londra
- 1998 Centre Point Gallery ACAVA, Londra
- 1996 Teatrul Național,București
- 1989 Galeria Orizont-subsol, București

## Expoziții de grup-selecție
- 2010 „Interferențe“, Sala Constantin Brâncuși a Palatului Parlamentului, curator Alexandra Titu;
- 2010 Depozitul la vedere, (expoziție de grup), Galeria Recycle Nest, București;
- 2010 Inducții ale sacrului în sculptura contemporană românească, Iași, curator Corneliu Antim[23]
- 2009 Umbria - Mitologii subiective, Rocca Paulina Perugia, curator Doina Mândru;
- 2007 Viața interioară, viața exterioară: Sculptura contemporană românească, Muzeul Ianchelevici, La Louviere, Belgia;
- 2004 Renaissance Muzeul Renasterii Kobe
- 2003 Leave to Remain BBC Londra
- 1999 Fin de Siecle, Riverside Studios, Londra
- 1998 Trienala de Sculptură de la Osaka
- 1995 Bienala de la Veneția
- 1992 Trienala de Sculptură de la Osaka
- 1990 Expoziție de grup 9+1, Sala Dalles, București

## Premii și titluri[24]

### Premii
- 1988 Premiul Atelier 35 București
- 1990 Premiul Uniunii Artiștilor Plastici din România pentru tineret
- 1992 Marele Premiu al Trienalei de Artă la Osaka
- 1993/1994 Bursa Delphine Studio, Londra
- 2008 Medalia de Aur a Uniunii Artiștilor Plastici din Republica Moldova
- 2017 Premiul Uniunii Artiștilor Plastici din România pentru Sculptură[25]
- 2018 Premiul pentru Arte Plastice „Constantin Brâncoveanu” al Fundației Alexandrion, România

### Decorații
- Ordinul național „Serviciul Credincios” în grad de Ofițer (1 decembrie 2000) „pentru realizări artistice remarcabile și pentru promovarea culturii, de Ziua Națională a României”[26]

## Colecții publice reprezentative
- Centrul de Cultură și Artă Contemporană Osaka
- Muzeul Național de Artă Contemporană București
- Muzeul Național de Artă București
- Muzeul de Arte Vizuale Galați
- Muzeul de Artă Recentă, București
- Muzeul de Artă Craiova
- Centrul de Cultură „George Apostu”, Bacău

## Lucrări publice de mari dimensiuni
- 2002 Cupa lui Ovidiu Constanța
- 2000 Omul-Barcă Hammersmith Londra
- 2000 Memorial Sag România

## Opera
- Schimbarea Canonului Plastic

Secolul 20 a modificat canonul plastic în pictură și sculptură. Canonul greco-roman a fost înlocuit inițial cu formule extraeuropene, în special africane, iar ulterior cu cel abstract, odată cu mișcare cubistă. Revenirea sculpturii europene la figuratic s -a manifestat în cadrele canonului greco-roman sau, mai rar, prin recuperarea formulelor stilistice proprii artelor primitive.
De aceea, recursul deschis al lui Mircea Roman la canonul egiptean - frontal, imobil, atemporal și hieratic- abordat modern, cu accentuat dramatism, subliniind voit hiatul cronologic, a fost imediat remarcat și răsplătit cu cea mai înaltă distincție:Premiul întâi la Trienala de Sculptură de la Osaka, în 1992.
Se pune întrebarea: De ce alege Roman canonul egiptean? Fiind sintetic, afirmând supremația spiritualului asupra materialului, canonul egiptean s-a dovedit cel mai potrivit să exprime marile contradicții, sfâșieri și traume ale omului contemporan. Impostarea personajelor se impune intempresiv și teatral: atârnate de zid sau puternic aplecate, siluetele încremenite surprind prin tratamentul volumului, prin expresia frustră a lemnului peste care intervine culoarea, prin modul lucrului, cu planuri obținute din multiple fragmente asamblate după logica detaliului eficient. Retorica sculpturii lui Mircea Roman reformează  efectul patetic, translatându-l din zona psihologică în cea pur plastică. Forma și conținutul (golul interior) devin expresia dramaticei disocieri a trupului de suflet, a părții de întreg, a vieții de rost.În așteptatea sensului integrator, trupurile frgmentate își suportă condiția ca supliciu cu rost incert și, precum în teatrul absurd, drama constă în imposibilitatea atingerii unui sens. Prin canon, egiptenii își afirmau certitudinea participării integrale, trup și suflet, la ciclul infinit al renașterilor ca promisiune a nemuririi; pierzând legătura cu spiritul integrator, devemind un Înger ce asistă neputincios la mersul lumii, modernii au doar experiența tragică a finitudinii lipsită de noimă a vieții. Iată de ce sunt fără scăpare; stau cu spatele la zid , într-o Situație -limită - cum se intitulează ultima sculptură a lui Mircea Roman.Doina Emilia Mândru

## Aprecieri
- Tribul pedepsit- Expoziție de sculptură din lemne de Mircea Roman

Imaginați-vă mai multe mobile vechi, confecționale din scânduri bătute în cuie de lemn. Sunt puțin sau deloc funcționale; zăceau până nu demult într-o magazie - uitate prăfuite, sparte pe alocuri, dezmembrate. Deodată au prins viață, sau- știu eu- mai curând o viață misterioasă le-a cuprins pe ele, așa cum o rază de soare, intrând pe neașteptate prin fereastră, transfigurează subit lucrurile familiare dintr-o odaie.
Lemnul a prins să se umanizeze: dulapurile au rodit picioare  sau gambe și brațe au crescut la subsorile scândurilor. Capete chiar, cu plete lemnoase, grele, cu priviri fixe, îțepenite încă, s-au înălțat totuși, iar spinări lungi, încovoiate încă, au mlădiat șipcile. Un trib de oameni-mobile, (există printre ei chiar și un om barcă prins undeva, nu departe, de un ponton dezafectat pe Tamisa), era, așadar, pe cale de formare, pe măsură de viața aceea, insuflată de undeva din afară, încearcă să pătrundă  deplin în măruntaiele eșafodajelor lor de scânduri bătute cu cuie de lemn.
Când, deodată, se produce o catastrofă : o explozie lovi această viață în cumpănă, formată fragmentar, aflată  în prag de eliberaredin strânsoarea materialului. Trupuri neâncheiate au fost proiectate pe pereți, altele zac răsturnate, pe altele le vezi descompletate, membrele pierdute au căzut alături, trupurile au fost retezate ; acum, rănite, sângerând, ele se deschid adânc, asemenea unor pâlnii fără destinație. Andrei Cornea
- La zid

Mircea Roman este unul dintre puținii care au câștigat Marele premiu pentru sculptură al Trienalei de sculptură de la Osaka, Japonia, cel mai mare premiu de acest fel din lume. În Anglia, unde locuiește din 1992 când a câștigat prestigiosul premiu Delfina, este probabil cunoscut cel mai bine pentru lucrarea Omul-Barcă - o figură monumentală ce pare a se lupta pentru a se elibera, lucrare fixată pe un ponton pe Tamisa, astfel încât se îneacă și revine în fiecare zi odată cu fluxul și refluzul.
(...)Noua sa lucrare este gândită astfel încât să se încadreze în spațiul înconjurător. Astfel, sunt 12 lucrări pe ambele părți ale unui coridor de 3 metri înălțime și 18 metri lungime.
Coridorul ar putea fi un pasaj îngust între clădiri, dar neavând un asemenea loc Roman a construit pentru această expoziție un spațiu de oțel.
În aproape toate cazurile figura umană este îndoită peste o bară invizibilă, continuând sentimentul de frustrare. Concepția este evolutivă- fiecare piesă crește din cea anterioară- și acest lucru este scos în evidență de desfășurarea lineară a instalației. Fiecare piesă există în sine, dar când toate douăsprezece interacționează impactul se schimbă, devine mai complex.
Deși multe dintre lucrări au partea de sus în formă de tunel- cu gurile închise sau deschise- și nici una nu are brațe, nu este nici o îndoială că sunt siluete umane, oricât de abstracte. În opera lui Roman abstractul reprezintă elementul spiritual, iar figurativul partea fizică a corpului. Nu contează ce formă ia abstracția, rămâne spiritul lucrării, ideea. La fel de emoționantă este utilizarea roșului, sub forma cleiului roșu P V C sau, mai dramatic, ca vopsea, în lucrarea Inima mare și Rochia roșie. Nu există sculptură fără roșu, spune Roman. Roșul înseamnă pasiune.
Roman folosește diferite tipuri de lemn pentru sculpturile sale: refolosibil- de exemplu navete de vin- dar și nou. Îi place îndeosebi lemnul malaiezian jelutong, lemn ușor și colorat, ca balsa, pe care îl cumpără în cantitate mare . Pentru detalii folosește uneori stejar și mahon. Tinde să folosească lemn reciclat pentru interior și pentru părțile nevăzute ale lucrărilor, la fel ca și suruburile, dar pentru exterior preferă penele de lemn. Folosirea lemnului îl pune pe Roman alături de cei mai cunoscuți sculptori români pentru publicul britanic- Brâncuși și prietenul lui Roman, răposatul Paul Neagu .
(...) Simplitatea, demnitatea și un sentiment al atemporalității rămân semnele distinctive ale artei sale, asociate cu o conștientizare modernă, armonizată psihologic, a comediei și tragediei condiției umane. John McEWEN
- „(…) Preocuparea pentru veșnica actualitate a suferinței, a nepăsării celorlalți, a dramei abuzurilor de orice fel exercitate de om împotriva ființelor înconjurătoare și, mai grav, chiar împotriva lui însuși, îi conferă lui Mircea Roman un loc privilegiat, de seismolog al pervertirii valorilor, al bolilor spiritului omenesc dintotdeauna, de ieri și de azi, trăite și resimțite pe propria-i piele sau prin intermediul lecturilor, metamorfozate în sculpturile sale.”[30] Alexandru Davidian